# Gennes-Val-de-Loire
Gennes-Val-de-Loire este, din 1 ianuarie 2018, o comună nouă franceză situată în departamentul Maine-et-Loire, în regiunea Pays de la Loire. Ea a rezultat din fuziunea comunelor Gennes-Val de Loire, Les Rosiers-sur-Loire și Saint-Martin-de-la-Place.

## Geografie

### Localizare

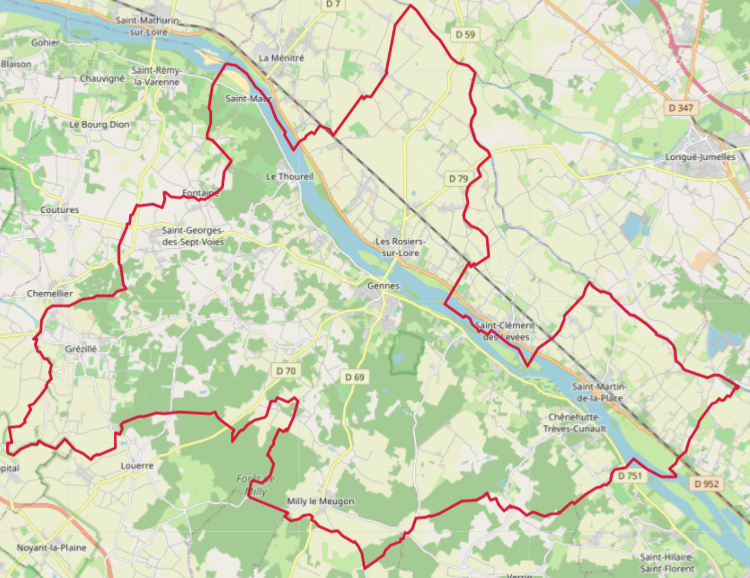
Harta OpenStreetMap.
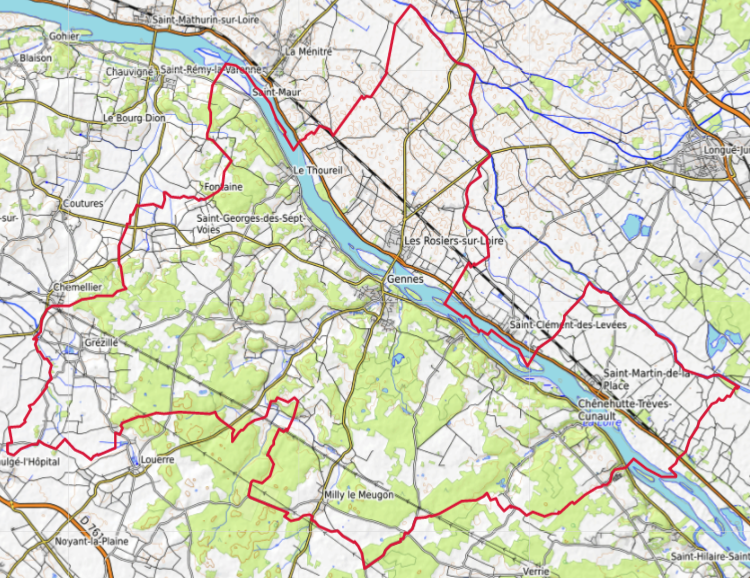
Harta topografică.
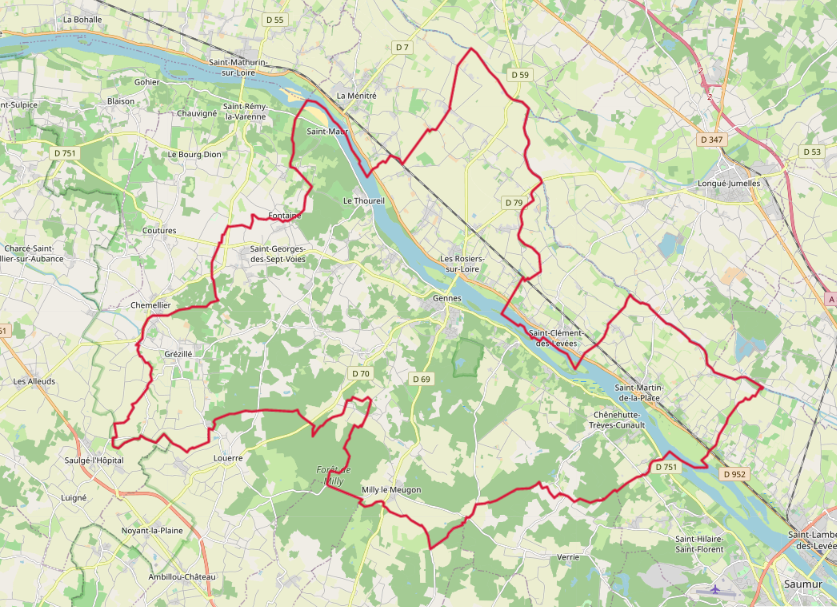
Harta cu comunele învecinate.

Comuna din nordul Saumurois, Gennes-Val-de-Loire este un sat din Anjou situat pe malul stâng și drept al Loarei, aflat pe drumul D 751, între Saint-Georges-des-Sept-Voies și Chênehutte-Trèves-Cunault, în inima parcului natural regional Loire-Anjou-Touraine.

### Clima
În 2010, clima comunei este clasificată ca fiind de tipul climatului oceanic degradat al câmpiilor din centrul și nordul Franței, conform unui studiu al Centrului Național de Cercetare Științifică (CNRS) bazat pe o serie de date din perioada 1971-2000. În 2020, Météo-France publică o tipologie a climatelor din Franța metropolitană, în care comuna este situată într-o zonă de tranziție între climatul oceanic și climatul oceanic alterat, fiind parte a regiunii climatice „Mijlocul văii Loirei”, caracterizată printr-o bună insolație (1.850 de ore/an) și o vară puțin ploioasă.
Pentru perioada 1971-2000, temperatura medie anuală era de 12,2 °C, cu o amplitudine termică anuală de 14,5 °C. Cumulul anual mediu de precipitații era de 593 mm, cu 11,1 zile de precipitații în ianuarie și 5,6 zile în iulie. În perioada 1991-2020, temperatura medie anuală observată la stație meteorologică Météo-France cea mai apropiată, „La Menitré”, situată în comuna La Ménitré la 7 km distanță, era de 12,8 °C, iar cumulul anual mediu de precipitații era de 668,8 mm. Pentru viitor, parametrii climatici ai comunei estimați pentru anul 2050, în funcție de diferite scenarii de emisie a gazelor cu efect de seră, sunt disponibili pe un site dedicat publicat de Météo-France în noiembrie 2022.

## Urbanism

### Tipologie
La 1 ianuarie 2024, Gennes-Val-de-Loire este clasificată drept comună rurală cu habitat dispersat, conform noii grile comunale de densitate în șapte niveluri definită de INSEE (Institutul Național de Statistică și Studii Economice) în 2022. Aceasta aparține unității urbane Gennes-Val-de-Loire, o unitate urbană monocomunală care constituie un oraș izolat. În plus, comuna face parte din zona metropolitană a orașului Saumur, fiind una dintre comunele din jurul acestuia. Această zonă, care cuprinde 31 de comune, este clasificată în categoriile de zone cu 50.000 până la mai puțin de 200.000 de locuitori.

## Istorie
Noua comună Gennes-Val-de-Loire s-a format prin fuziunea dintre Gennes-Val de Loire, Les Rosiers-sur-Loire și Saint-Martin-de-la-Place. Creată la 1 ianuarie 2016, Gennes-Val de Loire a fost rezultatul fuziunii a cinci dintre cele zece comune din comunitatea de comune Gennois, și anume Chênehutte-Trèves-Cunault, Gennes, Grézillé, Saint-Georges-des-Sept-Voies și Le Thoureil, oficializată printr-un decret prefectural din 5 octombrie 2015. Spre deosebire de Gennes-Val de Loire, care avea reședința la Gennes, noua comună Gennes-Val-de-Loire are reședința la Les Rosiers-sur-Loire.

## Populația și societatea

### Date demografice
Evoluția numărului de locuitori este cunoscută prin recensămintele populației efectuate în comună de la momentul creării acesteia.
În 2021, comuna avea 8.464 de locuitori, în scădere cu −1,75 % față de 2015 (Maine-et-Loire: +1,8 %, Franța fără Mayotte: +1,84 %).
| An        | 2015 | 2020 | 2021 |
| --------- | ---- | ---- | ---- |
| Populație | 8615 | 8480 | 8464 |

#### Piramida vârstei
Populația comunei este relativ îmbătrânită. În 2018, procentul persoanelor cu vârsta sub 30 de ani era de 31,2%, mai mic decât media departamentală (37,2%). În schimb, procentul persoanelor cu vârsta de peste 60 de ani (31,5%) era mai mare decât cel la nivel departamental (25,6%).
În 2018, comuna avea 4.261 de bărbați și 4.400 de femei, ceea ce reprezenta un procent de 50,80 % femei, inferior mediei departamentale de 51,37 %.

## Economie
Rosiers-sur-Loire, în 2008, avea 220 de unități economice, dintre care 51 % activau în sectorul comerțului și serviciilor, iar 25 % în cel al agriculturii. Doi ani mai târziu, în 2010, din cele 228 de unități economice prezente în comună, 23 % activau în sectorul agriculturii (față de o medie de 17 % la nivel de departament), 7 % în sectorul industriei, 10 % în sectorul construcțiilor, 52 % în sectorul comerțului și serviciilor și 8 % în sectorul administrației și sănătății.
La sfârșitul anului 2014, din cele 238 de unități economice prezente în comună, 15 % activau în sectorul agriculturii (față de o medie de 11 % la nivel de departament), 10 % în sectorul industriei, 8 % în sectorul construcțiilor, 56 % în sectorul comerțului și serviciilor și 12 % în sectorul administrației și sănătății.
La Gennes, la sfârșitul anului 2010, din cele 181 de unități economice prezente în comună, 14 % activau în sectorul agriculturii (față de o medie de 17 % la nivel de departament), 11 % în sectorul industriei, 11 % în sectorul construcțiilor, 51 % în sectorul comerțului și serviciilor și 14 % în sectorul administrației și sănătății.

## Cultura și patrimoniul local

### Locuri si monumente
- Biserica Notre-Dame din Tuffeaux[23].
- Biserica de Saint-Pierre-en-Vaux din Saint-Georges-des-Sept-Voies[24].
- Abația Saint-Maur din Glanfeuil[25].
- Biserica Saint-Genulf din Thoureil[26].
- Biserica Saint-Gervais-et-Saint-Protais din Bessé[27].
- Biserica Saint-Vétérin din Gennes[28].
- Biserica Saint-Eusèbe din Gennes[29].
- Biserica Saint-Aubin din Trèves[30].
- Biserica Notre-Dame din Cunault[31].
- Biserica Saint-Maxenceul din Cunault[32].
- Capela Saint-Macé din Chênehutte-Trèves-Cunault[33].
- Mănăstirea Saint-Jean[34].
- Biserica Saint-Barnabé din Saint-Georges-des-Sept-Voies[35].
- Biserica Saint-Martin din Saint-Martin-de-la-Place[36].
- Mănăstirea Madeleine din Boumois[37].
- Biserica Notre-Dame din Rosiers-sur-Loire[38].